# ヴォログダ県
ヴォログダ県（ロシア語: Вологодская губерния）はロシア帝国、ロシア共和国、ロシア連邦共和国の県の一つ。現在の北欧のロシア（ヴォログダ州）の地域に相当する。県庁所在地はヴォログダ。

## 歴史
1708年12月29日（旧12月18日）に設立された アルハンゲログロド県（Архангелогородская губерния）から、エカチェリーナ2世の命により分離させられる形で生まれたヴォログダ総督府（Вологодское наместничество）(ナメストニチェストヴォ)を前身としている。　